# امانوهاشيداته
امانوهاشيداته (باليابانية: 天橋立) هو أحد المناظر الطبيعية الثلاث التقليدية في اليابان. وهو شريط رملي يقع في ميازو شمال محافظة كيوتو.

## الموقع
امانوهاشيداته هو شريط رملي يقع في ميازو شمال كيوتو، يبلغ طوله 3.6 كيلومتر ويتراوح عرضه من 20 إلى 170 مترًا. يقع بين بحيرة أسوكاي وخليج ميازو، ويفتح خليج ميازو غربًا على خليج واكاسا. اسمه يعني ”جسر إلى السماء“، وتقول بعض الأساطير إنه يمثل درجًا شيده إيزاناكي للسفر إلى السماء، لكنه سقط على الأرض عندما كان نائمًا.
يمتلك امانوهاشيداته غطاءًا كثيفًا من أشجار الصنوبر الخضراء، مما يجعله مكانًا مثاليًا لنمو هذا النوع من الأشجار. تمتد الأشجار على طول الشريط الرملي، مما يخلق منظرًا طبيعيًا خلابًا ومناسبًا للتجول والاستمتاع بالطبيعة.